# Saphesia flaccida
A Saphesia flaccida a szegfűvirágúak (Caryophyllales) rendjébe, ezen belül a kristályvirágfélék (Aizoaceae) családjába tartozó faj.
Nemzetségének az egyetlen faja.

## Előfordulása
A Saphesia flaccida természetes körülmények között kizárólag a Dél-afrikai Köztársaság területén fordul elő, azaz ennek az országnak az egyik endemikus növénye. Körülbelül 175-350 méteres tengerszint feletti magasságok között él.

## Megjelenése
Pozsgás, évelő növény, amely 30 centiméter magasra nő meg.

### Fordítás
- Ez a szócikk részben vagy egészben  a   Saphesia flaccida című spanyol Wikipédia-szócikk ezen változatának fordításán alapul.  Az eredeti cikk szerkesztőit annak laptörténete sorolja fel. Ez a jelzés csupán a megfogalmazás eredetét és a szerzői jogokat jelzi, nem szolgál a cikkben szereplő információk forrásmegjelöléseként.